# Monaster Lepavina
Monaster Lepavina – prawosławny klasztor należący do metropolii zagrzebsko-lublańskiej Serbskiego Kościoła Prawosławnego. Jeden z dwóch czynnych monasterów tejże eparchii.
Według podania twórcą monasteru był mnich Efrem (Vukodabović) z klasztoru Chilandar, do którego dołączyli dwaj mnisi z Bośni. Wydarzenie to miało miejsce w połowie XVI w. Przed 1557 zakonnicy wznieśli pierwszą drewnianą cerkiew. W wymienionym roku zostali jednak napadnięci przez Turków, którzy zniszczyli świątynię, zaś mieszkańców klasztoru zabili lub uprowadzili w niewolę. Monaster został reaktywowany w 1635 dzięki działaniom archimandryty Wissariona. W 1642 kompleks budynków był gotowy, potwierdzono również jego przywileje oraz posiadane majątki ziemskie. Od początku swojego istnienia klasztor był znaczącym ośrodkiem kultury serbskiej w Krajinie oraz ośrodkiem oporu przeciwko działalności Kościoła katolickiego, dążącego do skłonienia miejscowej ludności serbskiej do przyjęcia katolicyzmu w obrządku wschodnim. Mnisi uczestniczyli w 1666 w buncie antyaustriackim. W 1715 na progu klasztoru został zabity jego przełożony ihumen Kodrat.
Na przełomie lat 1692/1693 monaster odwiedził patriarcha serbski Arseniusz III, w czasie swojej wizyty duszpasterskiej w Krajinie. Wizyta ta jeszcze utwierdziła autorytet klasztoru, zwłaszcza iż w tym samym czasie w ręce unitów przeszedł inny ośrodek serbskiego monastycyzmu, monaster Marča. Od 1734 w klasztorze Lepavina rezydował biskup lepavińsko-severiński. W połowie XVIII w. powstała istniejąca do dziś (2011) główna cerkiew monasterska w stylu barokowym z elementami tradycyjnej serbskiej architektury sakralnej, której wznoszeniem kierował archimandryta Nikifor (Popović). Gotową świątynię wyświęcił 25 marca 1753 biskup Arseniusz (Teofanović). W 1775 w cerkwi umieszczono nowy ikonostas utrzymany w stylu wczesnego baroku, zniszczony w czasie II wojny światowej. Do czasów obecnych przetrwały z niego jedynie trzy ikony.
W czasie II wojny światowej mnisi z Lepaviny zostali wywiezieni do obozu koncentracyjnego, gdzie zginął hieromnich Joachim (Babić). Inni zakonnicy zostali ostatecznie deportowani w granice Serbii. 27 października 1943 Niemcy zbombardowali budynki klasztorne, niszcząc całość zabudowań. Spalone zostały również ikonostas i inne elementy wyposażenia świątyń. Odrodzenie klasztoru miało miejsce po 1977 z inicjatywy metropolity zagrzebsko-lublańskiego Jana (Pavlovicia). W 2007 w monasterze otwarto kaplicę św. Tichona Zadońskiego, ozdobioną freskami przez ikonografów z Rosji.
W klasztorze znajdują się dwa ewangeliarze z XIII i XIV w., zredagowane odpowiednio w Raszce i w Macedonii.
W monasterze przechowywana jest uważana za cudowną Lepavińska Ikona Matki Bożej, napisana na początku XVI w.